# 拉马坦萨-德阿森特霍
拉马坦萨-德阿森特霍（西班牙語：La Matanza de Acentejo），是西班牙加那利群岛圣克鲁斯-德特内里费省的一个市镇，位于特内里费岛的北部海岸。总面积14.11平方公里，总人口8956人（2018年），人口密度630人/平方公里。

## 人口
| 拉马坦萨-德阿森特霍    |
|                        |
| 来源：加那利群岛统计局 |

## 图集

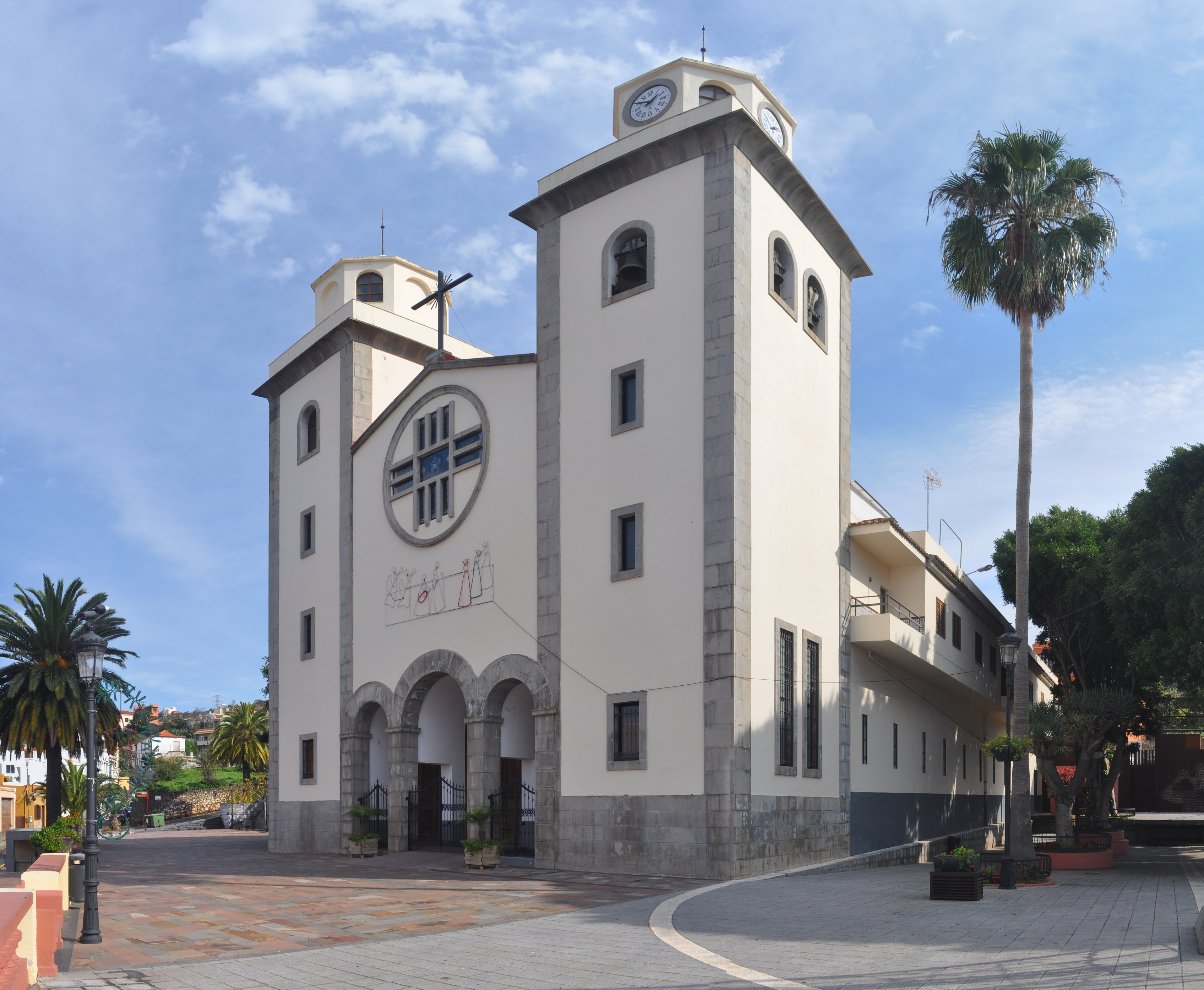
教堂
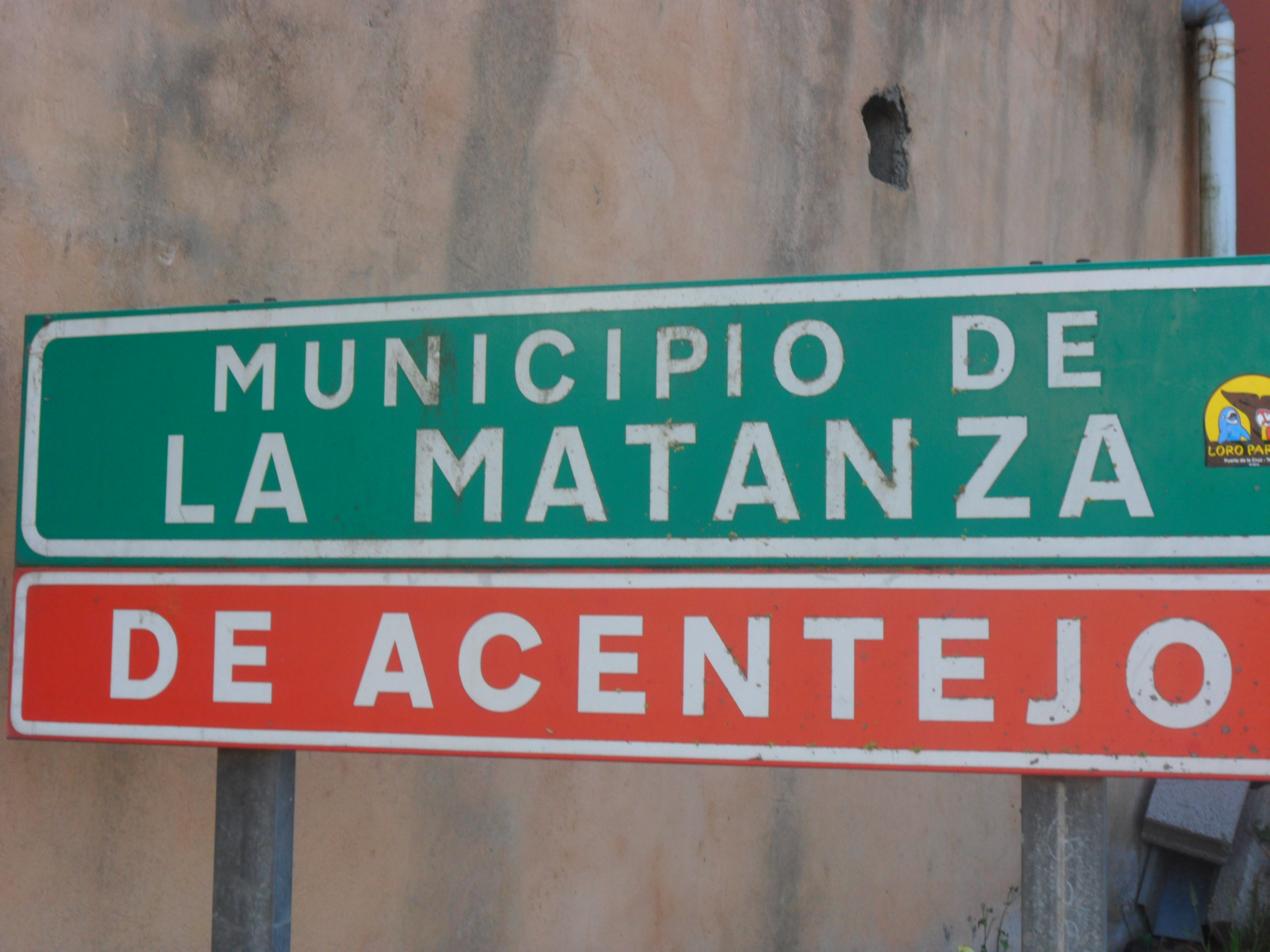
标识牌
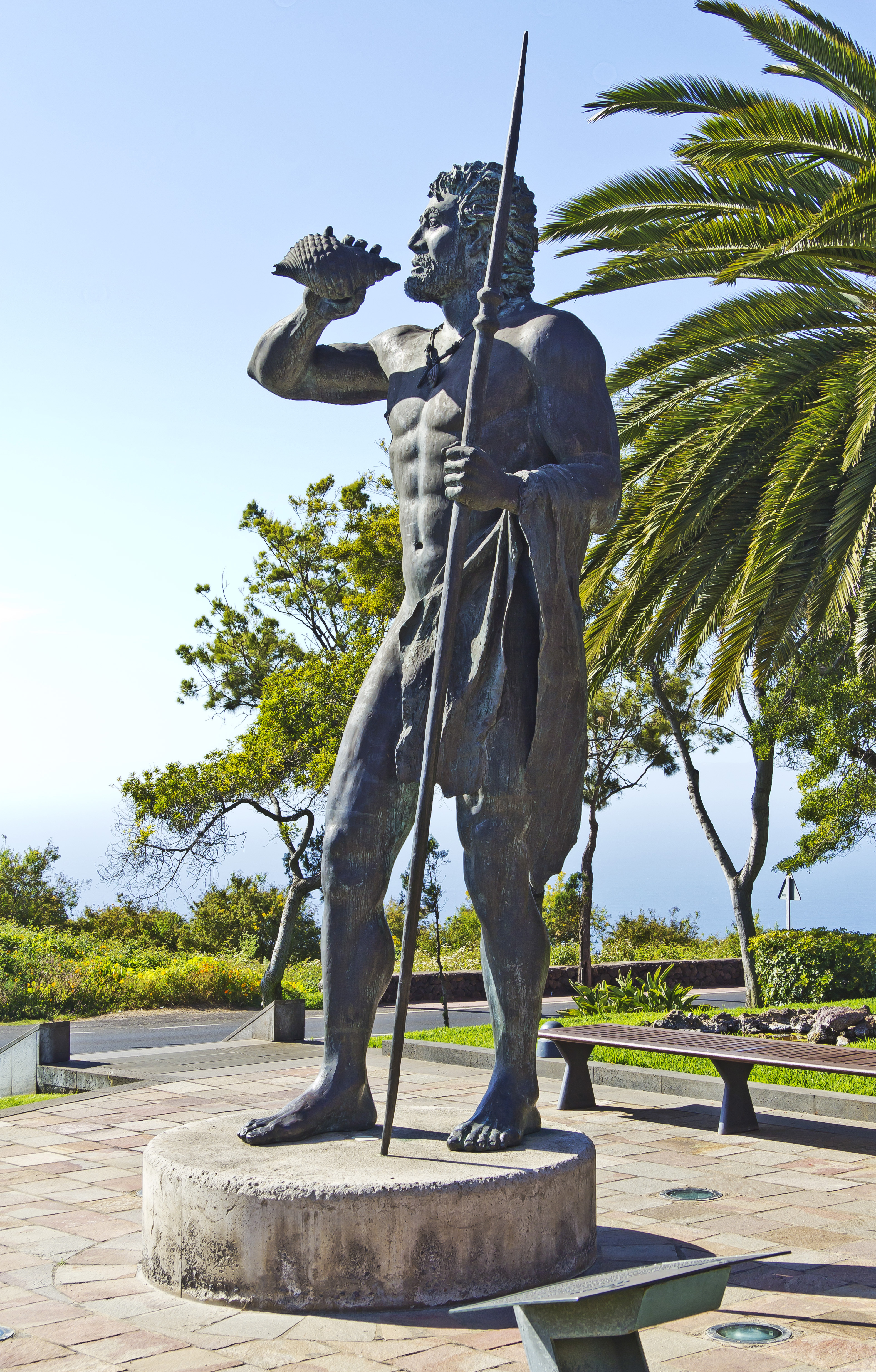
關切人战士
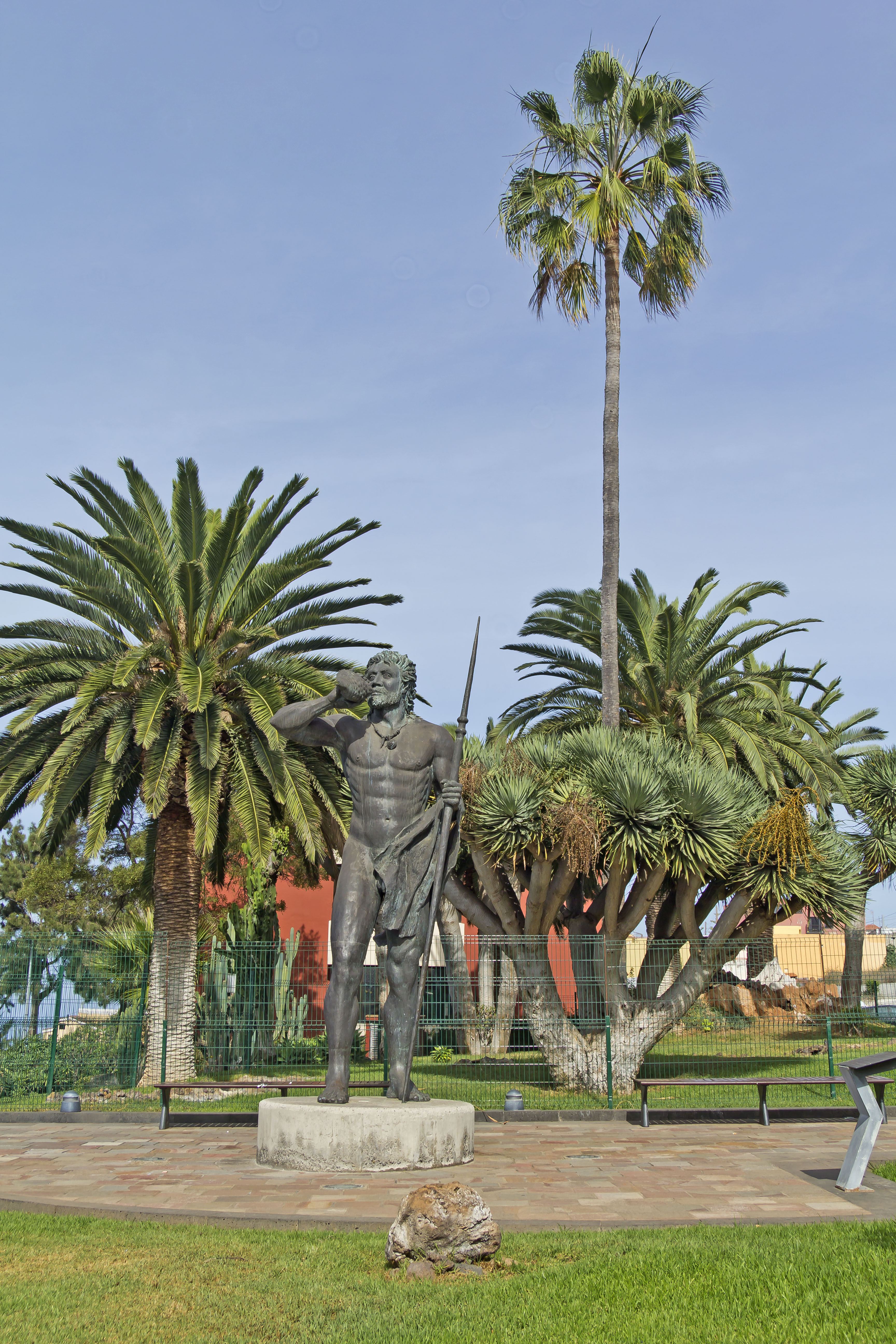